# براد تاندي
براد تاندي (بالإنجليزية: Brad Tandy) (مواليد 2 مايو 1991) هو سبّاح جنوب أفريقي، مثّل بلاده في الألعاب الأولمبية الصيفية 2016.

## روابط خارجية
براد تاندي على موقع الاتحاد الدولي للسباحة (الإنجليزية)
- براد تاندي على موقع SwimRankings.net (الإنجليزية)
- براد تاندي على موقع اللجنة الأولمبية الدولية (الإنجليزية)
- براد تاندي على موقع أوليمبيديا (الإنجليزية)
- براد تاندي على موقع اتحاد ألعاب الكومنولث (مؤرشف) (الإنجليزية)
- براد تاندي على موقع دورة ألعاب الكومنولث 2014 (مؤرشف) (الإنجليزية)